# サラキア (小惑星)
サラキア(120347 Salacia)は、エッジワース・カイパーベルトに存在する太陽系外縁天体である。2004年9月22日、パロマー天文台でHenry G. Roe、マイケル・ブラウン、Kristina M. Barkumeらによって発見された。マイケル・ブラウンのウェブサイトでは、この天体を「準惑星の可能性が高い天体」として分類しているが、国際天文学連合は公式に認めていない。サラキアの直径は、その低いアルベドから約850kmと推定されている。
この天体は、1982年に遡り、発見前に100例以上の撮影記録があった。
サラキアは、平均で冥王星よりも若干大きい軌道を公転している。

## 名前
(120347) 2004 SB60は、2011年2月18日にサラキアという名前を与えられた。サラキアとは、ネプトゥーヌスの妻で海水の女神の名前である。
またサラキアの衛星には同日に、海の妖精ネーレーイスの名前からアクタエアと命名された。

## 物理的性質
サラキアは24°の軌道傾斜角を持っているが、近赤外線スペクトルに特徴がなく、水の氷が5%以下であることを示しているため、ハウメア族には分類されない。サラキアとアクタエアの合計の質量は、4.66 ± 0.22×1020 kgである。直径の比較から、このうち96%がサラキアの質量である。サラキアは、これほど大きい既知の太陽系外縁天体としては、最小のアルベドと密度を持つ。

## 衛星
サラキアは1つの衛星アクタエアを持っており、アクタエアはサラキアの周りを、公転距離5619±87 km、軌道離心率e=0.0084±0.0076の軌道を5.494日の周期で公転している。衛星の直径は、286±24 kmから303±35 kmである。ハッブル宇宙望遠鏡を用いて、2006年7月21日にKeith S. Noll、Harold Levison、Denise Stephens、Will Grundyらが発見した。